# Rhyacophila oreia
Rhyacophila oreia är en nattsländeart som beskrevs av Ross 1947. Rhyacophila oreia ingår i släktet Rhyacophila och familjen rovnattsländor. Inga underarter finns listade i Catalogue of Life.